# Honesdale, Pennsylvania
Honesdale là một thị trấn thuộc quận Wayne, tiểu bang Pennsylvania, Hoa Kỳ. Năm 2010, dân số của thị trấn này là 4480 người.